# Monument national de la Kasbah
Le Monument national de la Kasbah (arabe : المعلم الوطني بساحة القصبة), plus simplement appelé Monument national, est un  monument commémoratif et symbole de nombreux événements en Tunisie. Il est situé au centre de la place de la Kasbah à Tunis, en face de l'hôtel de ville.
Le monument est conçu et réalisé en 1989 par le sculpteur tunisien Abdelfattah Boussetta.

## Localisation
Il se trouve au centre de la place de la Kasbah, dans le quartier de la kasbah de Tunis.

## Histoire
En 1988, l'État tunisien propose la construction d'un monument symbolique sur la rue principale de Tunis (avenue Habib-Bourguiba) pour occuper la place du 7-Novembre (rebaptisée ainsi après le coup d'État du 7 novembre 1987), là où se trouvait la statue équestre de l'ancien président Habib Bourguiba. Cependant, le projet est annulé et il est décidé d'y placer une horloge, baptisée « réveille-matin ».
Plus tard, l'État décide de créer un monument commémoratif pour le pays sur la place de la Kasbah, en raison de la valeur et de l'histoire de ce lieu, mais aussi en raison de la grande surface disponible qui permet d'y aménager un vaste édifice. Dès lors, un concours est organisé par l'État via le ministère de la Culture, et une commission dirigée par Zoubeir Turki est chargée de choisir le meilleur projet parmi douze propositions.

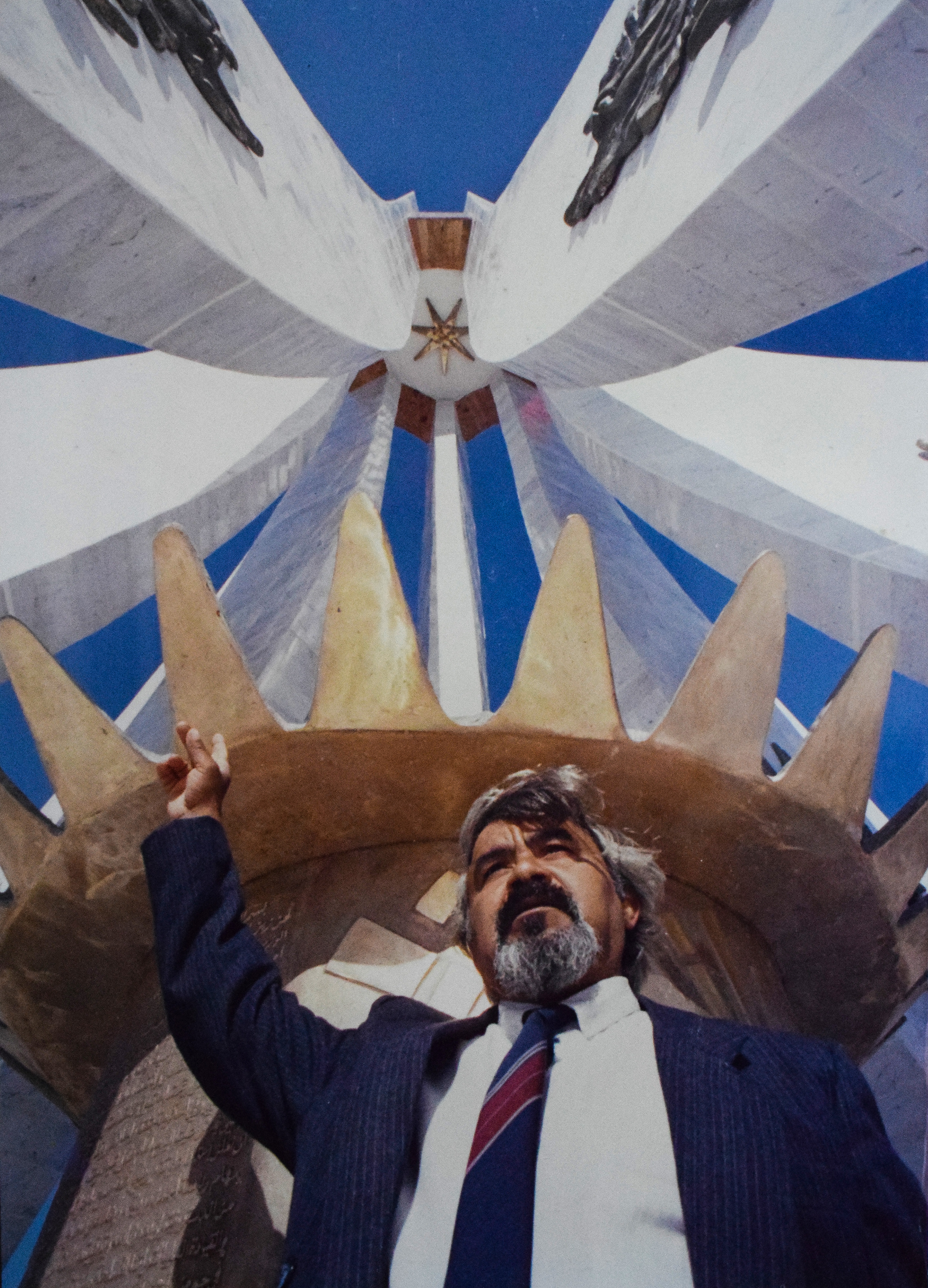
Abdelfattah Boussetta sous le Monument national de la Kasbah en 1989.

Au début de l'année 1989, la commission annonce que le sculpteur Abdelfattah Boussetta a remporté le premier prix du concours, l'artiste affirmant qu'il était sûr de gagner le concours après s'être longtemps isolé dans sa maison de Ksar Hellal pour effectuer ses recherches aboutissant à son projet final. Il indique par ailleurs ne pas accepter la monotonie ou la symétrie et, tout au long des étapes du projet, s'être libéré des limites de la sculpture classique, ce qui a conduit à une structure sculpturale libre.
L'artiste décrit le monument comme un monument national et une base pour le drapeau national, mais aussi comme un ajout au mouvement architectural islamique (arabe : الحركة الهندسية الإسلامية) dont la place de la Kasbah est un témoin de longue date. Sur une base principale, qui est agrémentée de croissants faisant le lien avec les piliers de l'islam, une seconde base heptagonale soulève des « tours inclinées » (arabe : الأبراج), qui représentent le mouvement de départ et la liberté ; celles-ci se combinent et se rencontrent au sommet pour protéger le « dôme de l'islam » (arabe : قبة الاسلام "الكوكبة"), symbolisant les valeurs islamiques, avant que les colonnes ne s'étendent à l'infini pour exprimer l'avenir et la continuité. Enfin, la « plante planétaire » (arabe : النبتة الكوكبية) comme l'appelait l'artiste, est une sculpture en bronze située sous le centre du monument. Issue du cœur du sol tunisien, elle insuffle l'ambition et l'espoir,.
Le monument est inauguré fin 1989.

## Description
Le monument est posé sur un socle octogonal entouré de dix drapeaux, tandis qu'un onzième est hissé sur le monument. Le socle est entrecoupé d'une base pentagonale intermédiaire composée de cinq croissants et chacun est orné de versets du Coran en bronze. L'édifice lui-même est constitué de sept tours en béton revêtues de marbre qui sont posées sur une deuxième base heptagonale et convergent vers le sommet culminant à 22 mètres.
Des bas-reliefs en bronze contrastent avec la couleur blanchâtre de l'ouvrage. Ainsi, chacune des tours est ornée d'inscriptions calligraphiques en arabe, suivies de colombes stylisées qui s'envolent vers un dôme en bronze posé sur la couronne et relié au drapeau tunisien. Sous celui-ci se trouve la « plante planétaire » qui constitue le cœur du monument.

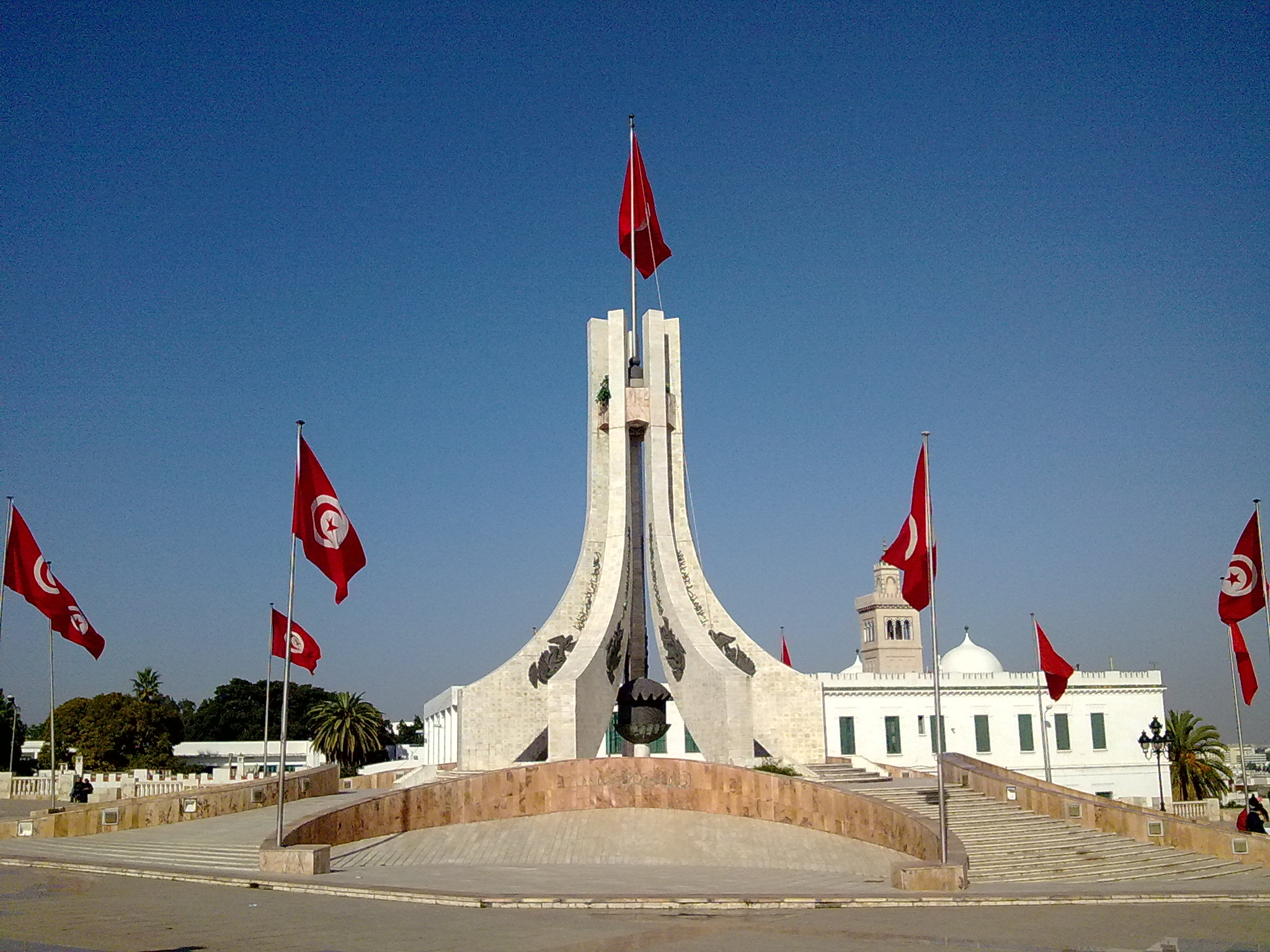
Vue générale du monument.
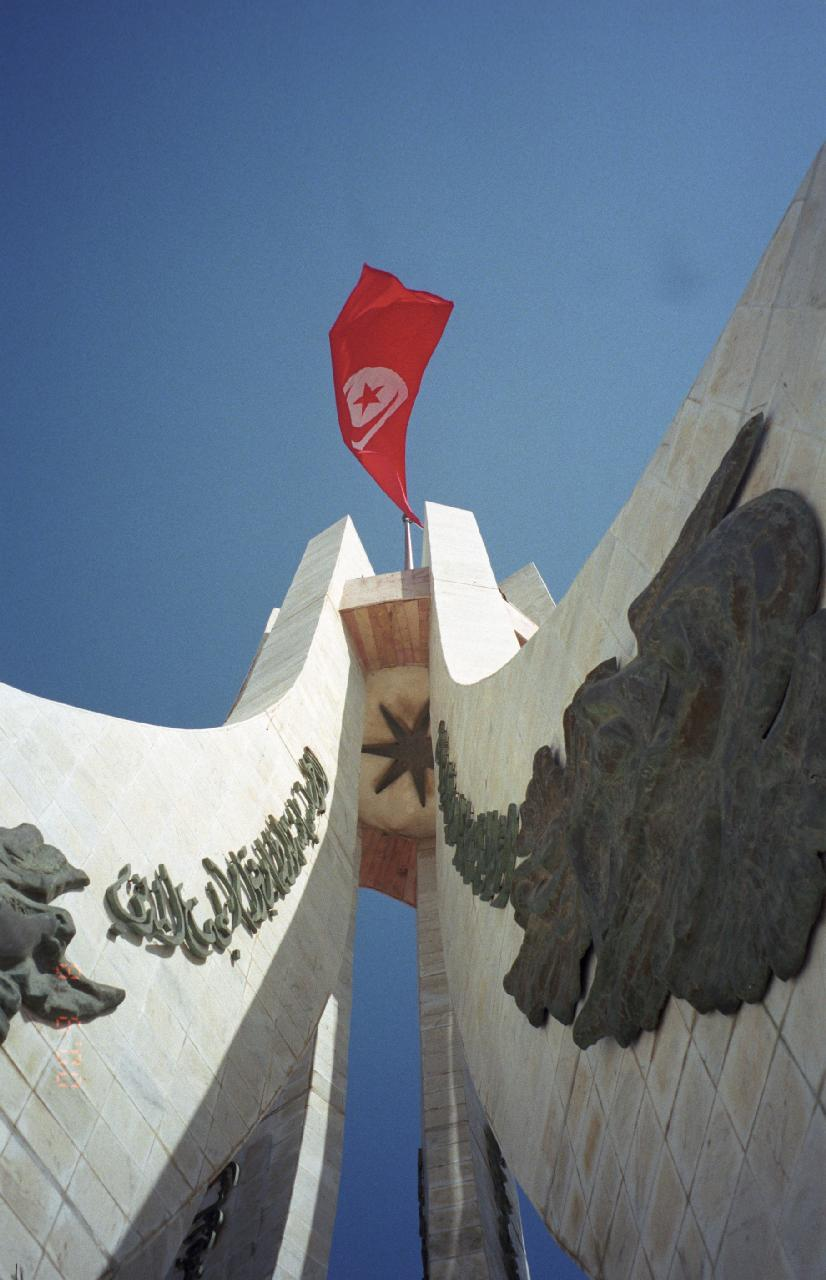
Vue vers le sommet.
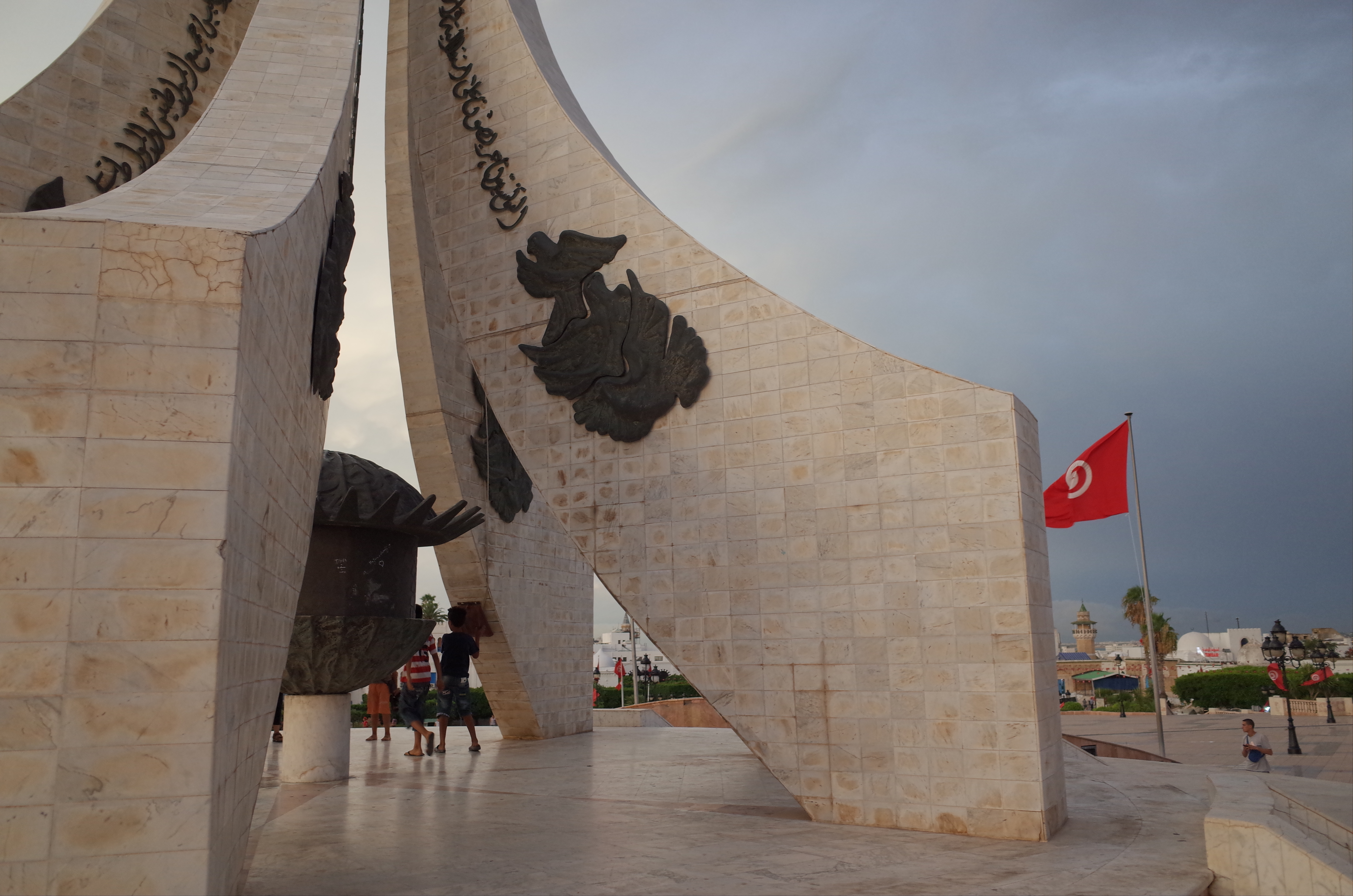
Détail du pied.

## Représentation
Il figure en image de fond sur les cartes d'identité tunisiennes.